# Carlisle (Verenigd Koninkrijk)
Carlisle [kɑːˈlaɪl], met de officiële titel van city, is een district en is hoofdstad van het Engelse shire-graafschap (non-metropolitan county OF county) Cumbria. De plaats telt 75.306 inwoners. Carlisle is gesitueerd bij de samenvloeiing van de rivieren Eden, Caldew en Petteril, circa 16 kilometer ten zuiden van de grens met Schotland. Het is de grootste plaats in het graafschap Cumbria. Tijdens de volkstelling van 2001 telde Carlisle 71.773 inwoners (100.734 in de agglomeratie). Tijdens de volkstelling van 2011 waren die aantallen gegroeid tot respectievelijk 75.306 en 107.524.
Tegenwoordig staat Carlisle bekend als Great Border City en is het de culturele, commerciële en industriële hoofdstad van Cumbria. Carlisle huisvest de belangrijkste campus van de University of Cumbria en een aantal musea. Daarnaast is Carlisle de thuisbasis van een aantal sportploegen, waaronder voetbalclub Carlisle United FC.

## Geschiedenis
De oudst bekende bronnen over Carlisle stammen uit de Romeinse tijd. Carlisle was destijds reeds een Romeinse nederzetting, ter ondersteuning van de forten op de Muur van Hadrianus. In de middeleeuwen groeide Carlisle uit tot een belangrijk militair bolwerk dankzij de ligging nabij het Koninkrijk Schotland. Carlisle Castle, dat grotendeels bewaard is gebleven, is in 1092 gebouwd door Willem II van Engeland. Het kasteel heeft dienstgedaan als gevangenis voor Maria I van Schotland. Tegenwoordig huisvest het kasteel het Britse infanterieregiment Duke of Lancaster's Regiment en een museum.
In het begin van de 12e eeuw gaf Hendrik I van Engeland toestemming een priorij te stichten. In 1122 werd Carlisle een bisdom en groeide de priorij uit tot de kathedraal van Carlisle.
De opkomst van de textielindustrie tijdens de Industriële revolutie was het begin van een sociaal-economische transformatie in Carlisle en ging gepaard met een stevige bevolkingsgroei. Deze toename zorgde er in combinatie met de strategische ligging voor dat Carlisle een belangrijke stad werd in het spoornetwerk van Engeland, met op het hoogtepunt zeven spoorwegbedrijven.

## Cultuur
Carlisle huisvest verschillende musea, waaronder:
- Tullie House Museum, met een onder meer collectie gewijd aan de Romeinse geschiedenis van Engeland en de Muur van Hadrianus.

## Sport
Carlisle United FC is de betaaldvoetbalclub van de stad en speelt haar wedstrijden in het stadion Brunton Park.

## Stedenbanden
- Flensburg (Duitsland), sinds 1961
- Słupsk (Polen), sinds 1987

Flensburg, Słupsk en Carlisle hebben samen een driestedenband.

## Bekende inwoners van Carlisle

### Geboren
- William Smith (1886–1937), hockeyer
- George MacDonald Fraser (1925–2008), auteur en scenarioschrijver
- Mike Figgis (1948), filmregisseur, scenarist en componist
- Christopher Colquhoun (1970), acteur
- Sarah Hall (1974), romanschrijfster en dichteres
- Bryan Dick (1978), acteur
- Grant Holt (1981), voetballer
- Alex MacDowall (1991), autocoureur
- Eleanor Dickinson (1998), wielrenster

### Overleden
- David I van Schotland (ca. 1084-1153), koning van Schotland (1124-1153)